# إنتاجية

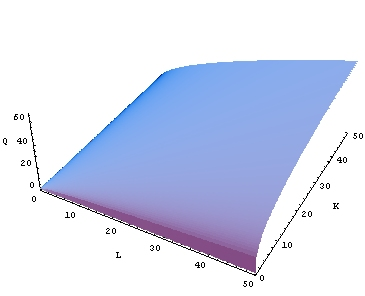

الكفاءة الإنتاجية هي العلاقة بين مدخلات العملية الإنتاجية من جهة وبين المخرجات الناتجة عن هذه العملية من جهة أخرى، حيث ترتفع الكفاءة الإنتاجية كلما ارتفعت نسبة الناتج إلى المستخدم من الموارد. ويمكن القول إن رقم الإنتاجية = كمية الإنتاج/ساعات العمل الفعلية.

## أهمية الكفاءة الإنتاجية
إن ارتفاع الكفاءة الإنتاجية يعتبر أمرا مهما لكل من الفرد والمنظمة والمجتمع:
- فبالنسبة للفرد يؤدي ارتفاع كفاءته الإنتاجية إلى حصوله على أجر أعلى وبالتالي ارتفاع مستواه المعيشي.
- أما بالنسبة للمنظمة فنجد أن ارتفاع كفاءتها الإنتاجية يؤدي لتخفيض التكاليف الذي يتيح تخفيض الأسعار وتعزيز المركز التنافسي للمنظمة، وبالتالي زيادة الأرباح.
- أما بالنسبة للمجتمع فيؤدي ارتفاع الكفاءة الإنتاجية إلى زيادة حجم الإنتاج وتخفيض الأسعار وبالتالي ارتفاع المستوى المعيشي لأبناء المجتمع عموما.

## أوجه الكفاءة الإنتاجية
ويمكن النظر للكفاءة الإنتاجية من وجهين:
- الأول كمي ويعني كمية الإنتاج النهائي.
- الثاني كيفي ويعني مدى الجودة المتوفرة في الشق الأول، ومن الضروري أخذ الشقين في الاعتبار عند القياس، لأنه لا فائدة من إنتاج كم كبير ولكنه ذو جودة منخفضة لا يلقى الطلب الكافي عليه في السوق.

## كيفية رفع الكفاءة الإنتاجية في المنشأة
ويمكن للمنشأة أن ترفع كفاءتها الإنتاجية بإحدى الطرق الآتية:
- زيادة قيمة المنتج النهائي مع تخفيض قيمة الموارد المستخدمة.
- زيادة قيمة المنتج النهائي مع بقاء قيمة الموارد.
- زيادة قيمة المنتج النهائي مع زيادة الموارد المستخدمة بنسبة أقل.
- بقاء قيمة المنتج النهائي ثابتة وتخفيض الموارد المستخدمة.
- تخفيض قيمة المنتج النهائي مع تخفيض قيمة الموارد المستخدمة بنسبة أعلى.